# غاري تشيستر
غاري تشيستر (بالإنجليزية: Gary Chester)‏ هو عازف جاز أمريكي، ولد في 27 أكتوبر 1924، وتوفي في 17 أغسطس 1987.

## وصلات خارجية
- غاري تشيستر على موقع ميوزك برينز (الإنجليزية)
- غاري تشيستر على موقع ديسكوغز (الإنجليزية)